# Bolitoglossa dunni
Espèce
Synonymes
- Oedipus dunni Schmidt, 1933

Statut de conservation UICN

 EN B1ab(iii) : En danger
Bolitoglossa dunni est une espèce d'urodèles de la famille des Plethodontidae.

## Répartition
Cette espèce se rencontre :
- dans l'Est du Guatemala, dans la Sierra de Caral ;
- dans l'Ouest du Honduras, dans les parcs nationaux du Cerro Azul et El Cusuco et dans la Sierra del Merendón, dans le département de Cortés.

Elle est présente entre 1 200 et 1 600 m d'altitude.

## Description
L'holotype mesure 111 mm dont 53 pour la queue. Son dos est roux clair. Son ventre est de même tonalité mais en plus clair.

## Étymologie
Son nom d'espèce, dunni, lui a été donné en l'honneur d'Emmett Reid Dunn, herpétologiste américain, pour sa contribution à la connaissance de ce genre de salamandres.

## Publication originale
- Schmidt, 1933 : New reptiles and amphibians from Honduras. Zoological Series of Field Museum of Natural History, vol. 20, no 4, p. 15-22 (texte intégral).